# Corot-2b

Corot-2b är en exoplanet som kretsar kring stjärnan Corot-2. Detta är den andra planet som upptäckts av det franskledda rymdteleskopet Corot, upptäckten tillkännagjordes den 20 december 2007. Planeten ligger omkring 800 ljusår bort i riktning mot stjärnbilden Ormen
Planeten är en typisk het Jupiter, med en radie på omkring 1,42 gånger Jupiters och är omkring 3,5 gånger mer massiv, baserat på observationer av Corot. Planeten har en temperatur på över 1 500 K.
Corot-2b kretsar ett varv runt stjärnan på ungefär 1,7 dagar. Moderstjärnan är en stjärna i K-klassen, något svalare än solen.
Corot utför fortfarande studier av planeten.